# Saeko Kimura
Saeko Kimura (jap. 木村 さえ子, Kimura Saeko; * 28. Januar 1963 in der Präfektur Osaka) ist eine ehemalige japanische Synchronschwimmerin.

## Erfolge
Saeko Kimura gewann 1982 bei den Weltmeisterschaften in Guayaquil mit der japanischen Équipe im Mannschaftswettkampf hinter den Mannschaften Kanadas und der Vereinigten Staaten die Bronzemedaille. Im Einzel schied sie dagegen in der Vorrunde aus. Zwei Jahre darauf nahm sie in Los Angeles an den Olympischen Spielen teil und trat dort in zwei Wettbewerben an. Im Solo verpasste sie die Qualifikation für das Finale. Im Duett trat Kimura gemeinsam mit Miwako Motoyoshi an. Sie beendeten ihren Wettbewerb mit 187,992 Punkten auf Rang drei, womit Kimura die Bronzemedaille gewann. Bessere Ergebnisse erzielten lediglich Candy Costie und Tracie Ruiz mit 195,584 Punkten, die damit Olympiasiegerinnen wurden, sowie Sharon Hambrook und Kelly Kryczka mit 194,234 Punkten. Bei ihrem letzten internationalen Wettkampf, dem Weltcup 1985 in den Vereinigten Staaten, sicherte sie sich im Duett und in der Mannschaftskonkurrenz jeweils Bronze, während sie im Solo Silber gewann.